# 495
Năm 495 là một năm trong lịch Julius.